# Tristan Gommendy

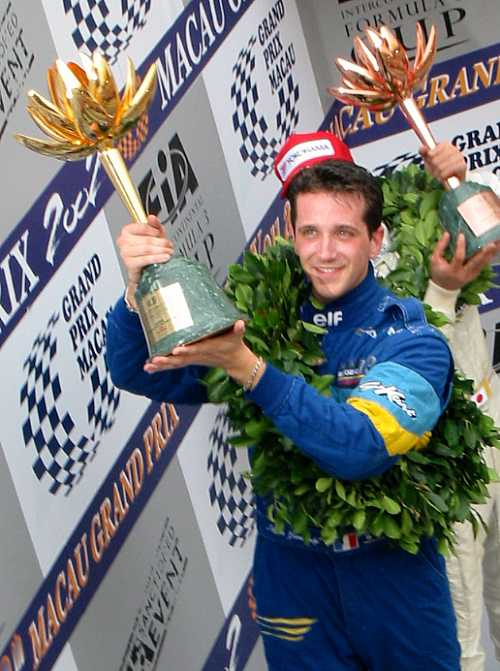
Tristan Gommendy gewann den Macau Grand Prix 2002

Tristan Emmanuel Benoit Gommendy (* 4. Januar 1980 in Le Chesnay, Île-de-France) ist ein französischer Rennfahrer.

## Karriere
1992 begann Gommendy seine Motorsportkarriere im Kartsport, in dem er bis 1997 aktiv war. 1999 wechselte Gommendy in die französische Formel Renault und erreichte den fünften Platz. Von 2000 bis 2002 war Gommendy für ASM in der französischen Formel-3-Meisterschaft aktiv. Nachdem er 2000 Elfter und 2001 Sechster geworden war, gewann er 2002 für ASM den Meistertitel der französischen Formel 3. Außerdem wurde er in dieser Saison Sieger des prestigeträchtigen Macau Grand Prix.
Darauf war der Franzose 2003 im Formel Renault V6 Eurocup aktiv und wurde mit einem Sieg Vierter in der Gesamtwertung. 2004 wechselte Gommendy in die World Series by Nissan und belegte am Saisonende den fünften Gesamtrang. 2005 blieb er in der nun in World Series by Renault umbenannten Serie und verbesserte sich zum Saisonende auf den vierten Platz in der Fahrerwertung. 2006 begann Gommendy die Saison bei iSport International in der GP2-Serie. Nach fünf Rennwochenenden, bei denen der Franzose insgesamt sechs Punkte holte, wurde er durch Timo Glock ersetzt. Am Saisonende belegte er den 20. Gesamtrang. Danach kehrte er in die World Series by Renault zurück und belegte mit vier Rennteilnahmen den 19. Platz im Gesamtklassement.
2007 verließ Gommendy Europa und wechselte in die Champ Car World Series zu PKV Racing. Am Saisonende belegte er mit einem vierten Platz als bestes Resultat den zwölften Platz in der Gesamtwertung. 2008 kehrte der Franzose nach Europa zurück und trat in der ersten Saison der Superleague Formula für das Team des FC Porto an. Mit einem Sieg belegte sein Team am Saisonende den siebten Gesamtrang. Außerdem nahm er an einem Rennen der Le Mans Series teil. 2009 blieb Gommendy in der Superleague Formula. Erneut für den FC Porto startend gelang ihm abermals ein Rennsieg. Des Weiteren nahm er an vier Rennen der Le Mans Series teil. 2010 bestreitet Gommendy seine dritte Saison in der Superleague Formula. Erstmals tritt er für das von Barazi-Epsilon betreute Team von Galatasaray Istanbul an. Nach dem ersten Rennwochenende belegte sein Team den 15. Gesamtrang.

## Statistik

### Karrierestationen
Auszug der Karrierestationen von Tristan Gommendy:
| - 1992–1997: Kartsport - 1999: Französische Formel Renault (Platz 5) - 2000: Französische Formel-3-Meisterschaft (Platz 11) - 2001: Französische Formel-3-Meisterschaft (Platz 5) - 2002: Französische Formel-3-Meisterschaft (Meister) - 2003: Formel Renault V6 Eurocup (Platz 4) - 2004: World Series by Nissan (Platz 5) - 2005: World Series by Renault (Platz 4) | - 2006: GP2-Serie (Platz 20) - 2006: World Series by Renault (Platz 19) - 2007: Champ Car World Series (Platz 12) - 2008: Superleague Formula (Platz 7) - 2009: Superleague Formula (Platz 15) - 2010: Superleague Formula (Platz 13) - 2011: Superleague Formula (Platz 13) - 2014: European Le Mans Series, LMP2 Klasse (Platz 8) | - 2015: European Le Mans Series, LMP2 Klasse (Platz 4) - 2015–2016: Asian Le Mans Series, LMP2 Klasse (Platz 9) - 2016: European Le Mans Series, LMP2 Klasse (Platz 9) - 2017: FIA-Langstrecken-Weltmeisterschaft, LMP2 Klasse (Platz 11) - 2018: European Le Mans Series, LMP2 Klasse (Platz 14) - 2019: European Le Mans Series, LMP2 Klasse (Platz 3) |

### Le-Mans-Ergebnisse
| Jahr | Team                  | Fahrzeug     | Teamkollege         | Teamkollege                | Platzierung | Ausfallgrund |
| ---- | --------------------- | ------------ | ------------------- | -------------------------- | ----------- | ------------ |
| 2003 | Racing for Holland    | Dome S101    | Felipe Ortiz        | Beppe Gabbiani             | Ausfall     | Unfall       |
| 2004 | Gérard Welter         | WR LM2004    | Jean-Bernard Bouvet | Bastien Brière             | Ausfall     | Defekt       |
| 2010 | Gerard Welter         | WR LMP2008   | Philippe Salini     | Stéphane Salini            | Rang 23     |              |
| 2013 | Signatech Alpine      | Alpine A450  | Nelson Panciatici   | Pierre Ragues              | Rang 14     |              |
| 2014 | TDS Racing            | Ligier JS P2 | Ludovic Badey       | Pierre Thiriet             | Rang 6      |              |
| 2015 | Thiriet by TDS Racing | Oreca 05     | Ludovic Badey       | Pierre Thiriet             | Ausfall     | Unfall       |
| 2016 | Eurasia Motorsport    | Oreca 05     | Pu Jun Jin          | Nick de Bruijn             | Rang 9      |              |
| 2017 | Jackie Chan DC Racing | Oreca 07     | David Cheng         | Alex Brundle               | Rang 3      |              |
| 2018 | Graff SO24            | Oreca 07     | Jonathan Hirschi    | Vincent Capillaire         | Rang 6      |              |
| 2019 | Graff                 | Oreca 07     | Jonathan Hirschi    | Vincent Capillaire         | Rang 14     |              |
| 2020 | Duqueine Engineering  | Oreca 07     | Jonathan Hirschi    | Konstantin Tereschtschenko | Ausfall     | Unfall       |
| 2021 | Dupueine Team         | Oreca 07     | Memo Rojas          | René Binder                | Rang 14     |              |

### Einzelergebnisse in der FIA-Langstrecken-Weltmeisterschaft
| Saison  | Team                 | Rennwagen    | 1   | 2   | 3   | 4   | 5   | 6   | 7   | 8   | 9   |
| ------- | -------------------- | ------------ | --- | --- | --- | --- | --- | --- | --- | --- | --- |
| 2013    | Signatech Alpine     | Alpine A450  | SIL | SPA | LEM | SAO | AUS | FUJ | SHA | BAH |     |
| 2013    | Signatech Alpine     | Alpine A450  | 14  |     |     |     |     |     |     |     |     |
| 2014    | TDS Racing           | Ligier JS P2 | SIL | SPA | LEM | AUS | FUJ | SHA | BAH | SAO |     |
| 2014    | TDS Racing           | Ligier JS P2 | 6   |     |     |     |     |     |     |     |     |
| 2015    | TDS Racing           | Oreca 05     | SIL | SPA | LEM | NÜR | AUS | FUJ | SHA | BAH |     |
| 2015    | TDS Racing           | Oreca 05     | DNF |     |     |     |     |     |     |     |     |
| 2016    | Eurasia Motorsport   | Oreca 05     | SIL | SPA | LEM | NÜR | MEX | AUS | FUJ | SHA | BAH |
| 2016    | Eurasia Motorsport   | Oreca 05     | 9   |     |     |     |     |     |     |     |     |
| 2017    | Chan Racing          | Oreca 07     | SIL | SPA | LEM | NÜR | MEX | AUS | FUJ | SHA | BAH |
| 2017    | Chan Racing          | Oreca 07     | 11  | 16  | 3   | 9   | 10  | 9   | DNF | 12  | 12  |
| 2018/19 | Graff                | Oreca 07     | SPA | LEM | SIL | FUJ | SHA | SEB | SPA | LEM |     |
| 2018/19 | Graff                | Oreca 07     |     | 6   |     |     |     |     |     | 14  |     |
| 2019/20 | Duqueine Engineering | Oreca 07     | SIL | FUJ | SHA | BAH | AUS | SPA | LEM | BAH |     |
| 2019/20 | Duqueine Engineering | Oreca 07     |     |     |     | DNF |     |     |     |     |     |
| 2021    | Dupueine Team        | Oreca 07     | SPA | POR | MON | LEM | BAH | BAH |     |     |     |
| 2021    | Dupueine Team        | Oreca 07     | 14  |     |     |     |     |     |     |     |     |